# 아리랑교통
아리랑교통(―交通)은 서울특별시의 마을버스회사이며, 사무실과 차고지는 서울특별시 성북구 고려대로7길 98 (동선동2가)에 있다.

## 회사소개
돈암동 고지대 지역에 위치한 아파트 단지를 운행하는 마을버스 회사로, 보유 노선의 주 이용객은 한진아파트 및 한신아파트 주민들이다.

## 연혁
- 1994년 1월 8일: 회사 설립

## 운행노선
- ● 성북01번: 한신아파트 113동 앞 ↔ 삼선동 주민센터 (구 성북마을 1번)
- ● 성북22번: 일신휴먼빌 ↔ 돈암시장입구

## 보유차량
- 자일대우버스: 자일대우 레스타, 자일대우 BS090 뉴 로얄미디
- 현대자동차: 현대 E-카운티, 현대 뉴 카운티, 현대 그린시티
- CRRC 중국중차: CRRC 그린웨이 720
- 하이거 버스: 하이거 하이퍼스 1609